# Neurogomphus
Genre
Neurogomphus est un genre de libellules de la famille des Gomphidae (sous-ordre des Anisoptères, ordre des Odonates).

## Liste des espèces
Selon World Odonata List (21 octobre 2014) :
- Neurogomphus agilis (Martin, 1908)
- Neurogomphus alius Cammaerts, 2004
- Neurogomphus angustisigna Pinhey, 1971
- Neurogomphus carlcooki Cammaerts, 2004
- Neurogomphus chapini (Klots, 1944)
- Neurogomphus cocyticus Cammaerts, 2004
- Neurogomphus dissimilis Cammaerts, 2004
- Neurogomphus featheri Pinhey, 1967
- Neurogomphus fuscifrons Karsch, 1890
- Neurogomphus martininus (Lacroix, 1921)
- Neurogomphus paenuelensis Schouteden, 1934
- Neurogomphus pallidus Cammaerts, 1967
- Neurogomphus pinheyi Cammaerts, 1968
- Neurogomphus uelensis Schouteden, 1934
- Neurogomphus wittei Schouteden, 1934
- Neurogomphus zambeziensis Cammaerts, 2004